# Solrinnes
Solrinnes – miejscowość i gmina we Francji, w regionie Hauts-de-France, w departamencie Nord.
Według danych na rok 1990 gminę zamieszkiwały 104 osoby, a gęstość zaludnienia wynosiła 19 osób/km² (wśród 1549 gmin regionu Nord-Pas-de-Calais Solrinnes plasuje się na 1093. miejscu pod względem liczby ludności, natomiast pod względem powierzchni na miejscu 639.).